# Jak się dzieci w Bronowie z Rozalią bawiły
Jak się dzieci w Bronowie z Rozalią bawiły – opowiadanie Marii Konopnickiej z 1885 r.
Opowiadanie zostało po raz pierwszy opublikowane w  zbiorze utworów dla dzieci pt. Światełko. Książka dla dzieci (1885) jako pierwszy utwór Marii Konopnickiej adresowany do dzieci. Bohaterowie (czworo dzieci: Tadzio, Staś, Janek i Helenka oraz ich niania Rozalia) są wzorowani na postaciach rzeczywistych. Miejscem akcji jest dwór w Bronowie, w którym Maria Konopnicka mieszkała w latach 1862-1872. Samodzielne wydanie utworu z ilustracjami Stanisława Dębickiego ukazało się nakładem Wydawnictwa Jakuba Mortkowicza w 1911 r., a następnie z ilustracjami Wandy Zawidzkiej nakładem wydawnictwa Gebethner i Wolff w 1931 r. Rękopis utworu znajduje się w Muzeum Narodowym w Krakowie.